# Vern Law
Vernon Sanders Law (Meridian, Idaho, 12 de marzo de 1930), más conocido como Vern Law, es un exjugador profesional estadounidense de béisbol que se desempeñó en la posición de lanzador en las Grandes Ligas de Béisbol (MLB). Logró obtener el Premio Cy Young.

## Carrera
En 1950, Law comenzó a jugar como profesional en Pittsburgh Pirates, equipo donde jugó 16 temporadas (1950-1951, 1954-1967), y en el que se retiró.

## Premios
Fue galardonado con el Premio Cy Young en una oportunidad (1960).